# 理想ノカレシ
『理想ノカレシ』（りそうノカレシ）は、2022年6月1日（5月31日深夜）から7月20日（19日深夜）まで、TBSテレビの深夜ドラマ枠「ドラマストリーム」にて、毎週水曜 0時58分 - 1時28分（火曜深夜）に放送されたテレビドラマ。主演は大政絢。
ベンチャー企業でヘッドハンティングされた小野寺優芽子は仕事もバリバリこなす女性として通っているが、プライベートでは家事もファッションも適当という極めつき残念女子である。本作では、優芽子が1年間付き合った男性に手ひどくフラれた後に現れる初恋相手に瓜二つな男性と出会うことにより心が揺れ動いていくさまを描く。

## キャスト
小野寺優芽子（）
演 - 大政絢（17歳時：菅田愛貴）
ベンチャー企業「Life With Sweets」の社員。
村瀬光琉（）　/ 神宮寺望（）
演 - 佐藤大樹（EXILE / FANTASTICS from EXILE TRIBE）
（村瀬光琉） - 優芽子の初恋相手に瓜二つの男性。/ （神宮寺望） - 高校時代の優芽子の初恋相手。
三木葵（）
演 - 堀未央奈
人気アイドルグループ「Be With You」のセンター。光琉とは幼馴染で、優芽子に対しては敵意を持っている。
小松原冬馬（）
演 - 小宮璃央
優芽子の遠い親戚で、幼い頃から優芽子に恋心を抱いている。
澤村一太（）
演 - 生島勇輝
優芽子の元彼氏。ある理由から、優芽子との付き合いを止めてしまう。
江崎友実（）
演 - 瀬戸さおり
高校時代からの優芽子の親友。子育てをしながら個人投資家をしており、著書も出版している。

### Life With Sweets
大島佐弓（）
演 - 大谷凜香
同社の社員であり、優芽子の部下。
服部美優（）
演 - 速瀬愛
同社の社員であり、優芽子の部下。
結城大地（）
演 - コッセこういち
同社の社員であり、優芽子の同僚。
岡本彩佳（）
演 - 高橋凛
同社の社員であり、優芽子の同僚。
水上龍（）
演 - 細田善彦
優芽子が勤務する同社の社長。前職では優芽子の先輩であり、自身が設立した会社に優芽子をヘッドハンティングした。

### Be With You
佐那
演 - 中心愛
梨華
演 - 中町桃子
由奈
演 - NANA（GeeSLY）
美麻
演 - 青山海美
上記4名とも、グループのメンバー。
竹田貴志（たけだ たかし）
演 - 小笠原海（超特急）（第6話 - ）
グループのチーフマネージャー。

### その他
大野志保
演 - 高柳愛実（第3話・第7話・第8話）
「マンガボックス」の編集者。

### ゲスト
第1話
- 村井 - 宮世琉弥[注 2]
- 平井 - 曽田陵介[注 2]
- 桐山 - 伊藤あさひ[注 2]
- 西藤仁美 - 莉子[注 2]

## スタッフ
- 原案 - 渡邉真子
- 脚本 - 木村涼子
- 音楽 - 仲山一也
- オープニング主題歌 - 超特急「クレッシェンド」（SDR）[15]
- エンディングテーマ - towana「ベール」（U/M/A/A Inc.）[16]
- 振付監修 - SAKI（しっとりーず）[17]
- 劇中作画 - 原川ユキ[18]
- チーフ・プロデューサー - 高橋智大、近藤貴明、森隆志
- プロデューサー - 韓哲、堀英樹（TBSスパークル）
- 配信プロデューサー - 高橋智大、近藤貴明
- 演出 - 韓哲、古林淳太郎（TBSスパークル）
- 制作プロダクション - TBSスパークル
- 製作 - 『理想ノカレシ』製作委員会

## 放送日程
| 各話             | 放送日  | サブタイトル                                   | 演出       |
| ---------------- | ------- | ---------------------------------------------- | ---------- |
| 第1話            | 6月01日 | 恋に夢見るアラサー女子、理想の彼氏は初恋の人?  | 韓哲       |
| 第2話            | 6月08日 | 契約恋愛、してみる?                            | 韓哲       |
| 第3話            | 6月15日 | 非モテ女子、人生初のモテキ到来?                | 韓哲       |
| 第4話            | 6月22日 | 恋のライバルは現役アイドル?                    | 古林淳太郎 |
| 第5話            | 6月29日 | あなたに会いたくて…誕生日デートは恋のはじまり? | 古林淳太郎 |
| 第6話            | 7月06日 | 王子様が3人!?本当に好きなのは誰?               | 古林淳太郎 |
| 第7話            | 7月13日 | ついに契約恋愛終了!?涙のワケは…                | 韓哲       |
| 第8話 （最終話） | 7月20日 | これがお姫様の選ぶ未来、理想の王子様は誰…?     | 韓哲       |

## 放送局
| 放送期間                 | 放送時間                     | 放送局      | 対象地域       | 備考   |
| ------------------------ | ---------------------------- | ----------- | -------------- | ------ |
| 2022年6月1日 - 7月20日   | 水曜 0:58 - 1:28（火曜深夜） | TBSテレビ   | 関東広域圏     | 製作局 |
| 2022年8月9日 - 9月27日   | 火曜 1:25 - 1:55（月曜深夜） | RSK山陽放送 | 岡山県・香川県 |        |
| 2022年8月30日 - 10月18日 |                              | RKB毎日放送 | 福岡県         |        |